# Llau de les Salades
La llau de les Salades és una llau del terme municipal de Tremp, al Pallars Jussà, dins del territori de l'antic terme de Palau de Noguera.
Es forma a llevant de l'antic poble de Puigmaçana, des d'on davalla aternant els trams que es dirigeixen cap a llevant amb els que prenen la direcció sud-est.
Poc abans d'arribar al final del seu recorregut passa ran d'on hi havia hagut la casa vella d'Alta-riba. S'aboca en la Noguera Pallaresa a llevant de la casa actual d'Alta-riba. El darrer tram s'anomena també barranc del Reguer, pel territori que travessa.